# Poppea vestigia
Poppea vestigia är en insektsart som beskrevs av Frederick Byron Plummer. Poppea vestigia ingår i släktet Poppea och familjen hornstritar. Inga underarter finns listade i Catalogue of Life.